# La chiave fatata
La chiave fatata. Lettere dalla scuola che cambia era una serie di documentari realizzati da Rai Educational, andati in onda su RaiEdu1 tra il 2007 e il 2008 e visibili anche sul portale IlD.
Dalla viva voce dei protagonisti, i bambini stranieri in Italia e i loro coetanei italiani, il racconto di come si vive e come si studia nelle scuole multietniche, sempre più numerose in tutto il territorio nazionale.
Storie di alunni di provenienza diversa, del loro incontro  con l'Italia e la lingua italiana;  presentazione di progetti scolastici di rilievo sotto il profilo dell'intercultura e dell'insegnamento dell'italiano come L2.
Ai momenti di lezione in classe si alternano i momenti in cui i bambini parlano di se stessi, dei loro desideri, delle loro paure e dei loro sogni.
Il titolo è preso da Don Lorenzo Milani: «La parola è la chiave fatata che apre ogni porta».

## Il progetto
In ogni puntata i bambini fanno il "gioco della chiave fatata": uno alla volta si passano in cerchio una grossa chiave azzurrina ed esprimono un desiderio.
Il progetto di Federica Velonà e Matteo Minissi è nato da un'idea di Mario Orsini, la regia è di Matteo Minissi.
Prima serie 2007: sedici documentari da 10-12 minuti l'uno girati a Roma, Brescia, Napoli, Bologna, Pisa.
Seconda serie 2008: tredici documentari da 12-15 minuti girati a Genova, Milano, Firenze, Arzignano, Bari. Da Firenze (serie 2 episodio 6) ampia sintesi di una lezione su Gargantua e Pantagruel con musiche originali dal vivo di Massimo Presciutti con i ragazzi, disponibile in rete e, l'audio, archiviato alla Biblioteca Marucelliana per attività curate dallo stesso insegnante.